# Ryszard Rogala (sztangista)
Ryszard Piotr Rogala (ur. 1975) – polski sztangista, srebrny i brązowy medalista letnich igrzysk paraolimpijskich w 2004 i 2008 roku.
Na co dzień jest zawodnikiem klubu Start Gorzów Wielkopolski. Największy sukces osiągnął w 2004 roku na igrzyskach paraolimpijskich w Atenach kiedy wynikiem 220 kilogramów zdobył srebrny medal. Dwa lata później w koreańskim mieście Pusan podczas mistrzostw świata  zdobył brązowy medal (212,5 kg). Dwa lata później w trakcie igrzysk paraolimpijskich w Pekinie powtórzył wynik z Pusan, ale wynik poprawił o dwa i pół kilograma (215 kg).

## Odznaczenia
- Srebrny Krzyż Zasługi – 2008[1]